# Збаржівка
Зба́ржівка — село в Україні, у Погребищенській міській громаді Вінницького району Вінницької області. Населення становить 457 осіб. Село розташоване за 21 км від центру громади, за 9 км від залізничної станції Наказне та приблизно за 17 км від станції Ржевуська.   

## Географія
Село Збаржівка розташоване у лісостеповій зоні північної області Придніпровської височини у північно-східній частині Вінницької області. Більша частина села лежить на правому березі річки Рось. Селом на сході, у центрі й на заході, протікають три різних за розмірами річки, що є притоками річки Рось — Супрунка й дві безіменні. Річечка, що протікає в середині села утворюється злиттям двох невеличких струмків. На річці Супрунці неподалік від місця впадіння у Рось утворено ставок, що називається Панським ставком.
На схід від села розташований Чорний ліc.

## Адміністративна приналежність
У 1880-х роках і до початку 20 століття село входило до складу Кашперівської волості Таращанського повіту Київської губернії. :1435
За радянщини село Збаржівка до 1960-х років входило до складу Плисківського району, потім перейшло до Погребищенського району, де воно — центр сільської Ради, якій були підпорядковані населені пункти Обозівка і Травневе.
12 червня 2020 року, відповідно до розпорядження Кабінету Міністрів України № 707-р «Про визначення адміністративних центрів та затвердження територій територіальних громад Вінницької області», увійшло до складу Погребищенської міської громади.
19 липня 2020 року, в результаті адміністративно-територіальної реформи та ліквідації Погребищенського району, село увійшло до складу Вінницького району.

## Історія
За даними «Сказання про населені місцевості Київської губернії» (1864) Л. Похілевича вже у 1742 році (якщо це не помилка друку) в селі була церква, хоча за версією «Історії міст і сіл Української РСР» село засновано пізніше — в 19 столітті.
У книзі Л. Похілевича, де село згадано як Збаражевка, подаються такі відомості про село:
|  | Збаражевка, село у північно-західному кутку, на кордоні повітів Бердичівського і Сквирського; від містечок – Борщагівки у 3-х, а від Джунькова у 4-х верствах. Лежить на правому боці Росі, а землі, яких налічується до 2177 десятин, дещо піщані. Нещодавно Маврикієм Туркулом Збаражовка продана Владиславу Олександровичу Діателовичу. Жителів обох статей 1032, у тому числі яких 94 римських католиків і 21 єврей. Церква Свято-Покровська, 6-го класу; землі має 39 десятин; збудована 1742 року священиком Іоаном Похилевичем. |

1868 року мешканці Збаржівки та Княжної (нині Травневе) виступили проти місцевих поміщиків. Над селянами вчинили жорстоку розправу.
У 1900 році в селі було 247 дворів, мешканців обох статей — 1421 людина, з них чоловіків — 704, жінок — 717. Головне зайняття мешканців — хліборобство, крім того, селяни відправлялися на заробітки у Херсонську губерню. В селі числилося 1926 десятин землі, з них належало поміщикам 735 десятин, церкві — 46 десятин, селянам — 1145 десятин. Поміщиком в селі був Павло Іванович Скибинський. Господарство в маєтку вів сам поміщик. Господарство велося за трипільною системою. В селі була 1 православна церква, 1 школа, 2 водяних млини і 1 млин грубішого помолу, що належали К. І. Кобцю і Л. В. Борзаковському, на яких працювало 10 осіб, 1 вітряк, що належав селянинові Глимейді, 5 кузень і 1 казений шинок. Громадський капітал на 1 січня 1900 року досяг суми у 2807 рублів, а продовольчий — у 2755 рублів. Пожежний обоз складався з 1 насосу й 4 бочок. Крім того, при селі Збаржівці П. І. Скибинському належала лісова сторожка «Чорний ліс», в якій був 1 двір і проживало 4 людини, з яких чоловіків — 2, жінок — 2. :1435-1436
Під час Другої світової війни Збаржівку було окуповано фашистськими військами у другій половині липня 1941 року. Червоною армією село було зайняте 1 січня 1944 року.
На початку 1970-х років в селі містилася центральна садиба колгоспу ім. Жданова. За колгоспом було закріплено 3196 га землі, у тому числі 2367 га орної. Господарство мало млин та олійню. Виробничий напрям колгоспу був рільничо-тваринницький. Видавалася колгоспна багатотиражна газета «Шлях до комунізму». Були восьмирічна школа, клуб, бібліотека; пологовий будинок та медичний пункт.

## Населення
За переписом 2001 року в селі Збаржівка проживало 452 жителя, з яких 99,34 % визнали рідною мовою українську, 0,66 % — російську.
| Рік                       | 1864 | ~ 1900 | 1971 | 1989 | 2001 |
| Кількість населення, чол. | 1032 | 1421   | 789  | 546  | 452  |

## Пам'ятки

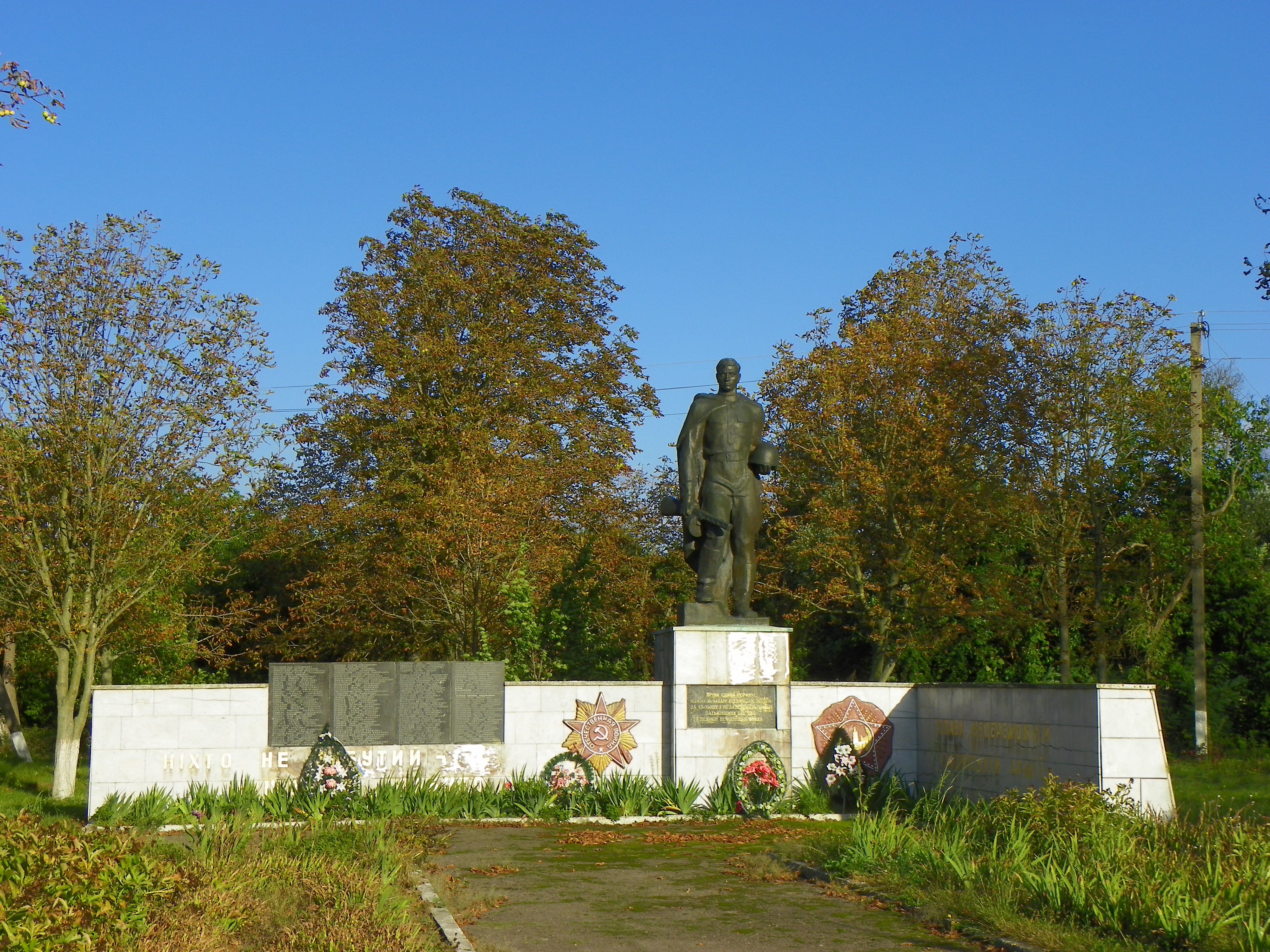
Пам'ятник односельчанам, загиблим під час Другої світової війни.

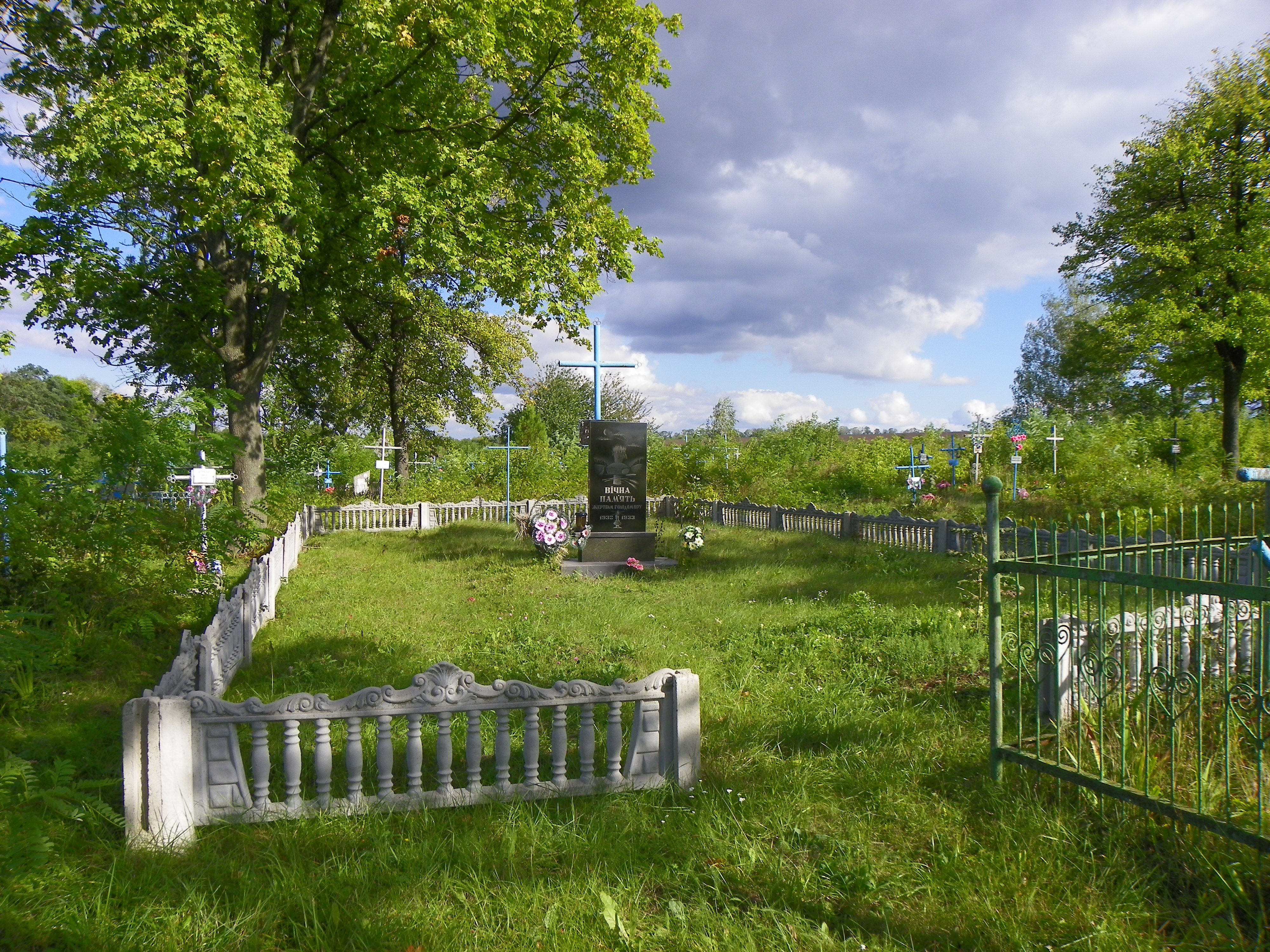
Пам'ятник на місці масового поховання жертв голодомору 1932—1933 років.

В центрі села, біля сільського клубу, у 1966 році встановлено пам'ятник односельчанам, які загинули від рук фашистських загарбників у роки Другої світової війни. На гранітних плитах пам'ятника викарбувані 186 прізвищ тих, хто не повернувся з поля битви. Тут згадані імена мешканців села Збаржівки та сусідніх сіл Травневого й Обозівки, що входять до складу Збаржівської сільської ради.
На місці масових поховань мешканців села, що загинули під час штучного Голодомору, вчиненого радянською владою, на кладовищі встановлено пам'ятний знак.

## Відомі люди
- Назарчук Арнольд Григорович — голова Київської міськради депутатів трудящих (1990), інженер, організатор виробництва в галузі приладобудування.

## Транспорт
Через село проходить маршрутний автобус з Погребищ до сіл Борщагівка й Довгалівка. Крім того, у селі зупиняється автобус, що проходить маршрутом Київ — Тетіїв.
До 2015 року між Збаржівкою і райцентром сусіднього району — Тетієвом — існувала лише грунтова польова дорога. У 2015 році ПП «Агросистема Плюс», яка орендує тут землі, побудувала насипну дорогу зі Збаржівки до Тетієва. Довжина дороги — майже 4 км. Дорога без асфальтового покриття, з щебеня і граніту. Матеріал для покриття було взято з місцевого гранітного кар'єру.

## Різне

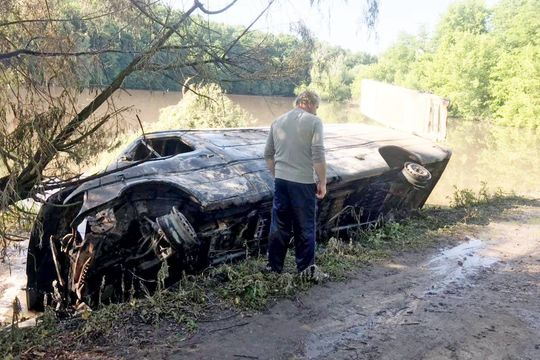
Аварія у селі Збаржівка 9 червня 2019 року

9 червня 2019 року близько 9 години на в'їзді в село біля Панського ставка з'їхав з проїзної частини та перекинувся в водойму автомобіль «Мерседес Спринтер», що перевозив хімікати для обробки сільськогосподарських рослин. Сталося загорання автомобіля, яке було в подальшому локалізоване. Через розгерметизацію частини ємностей з хімікатами частина їх потрапила у річку Супрунку і далі у Рось. Було встановлено, що гербіциди були викрадені з фермерських господарств Козятинського та Липовецького районів. Через цю аварію у Білій Церкві Київської області 9 червня 2019 року з 23 години тимчасово відключали водопостачання.